# 奥沢栄助
奥沢 栄助（おくざわ えいすけ、生年不詳 - 元治元年6月5日（1864年7月8日））は、新選組隊士。伍長。
文久3年9月13日、芹沢鴨ら15名と有栖川宮家に参上した際に同行している。
池田屋事件では近藤勇の隊に所属して池田屋に突入するが、重傷を負い、屯所にて死亡した。墓所は壬生寺にある。死後、会津藩は功労金20両を奥沢に与えている。
池田屋事件に関する資料には「神村室十郎。28,9歳ぐらいこの者はことのほか強勇である。壬生浪士一人を討ち殺しその刀で三人（見廻組など）討ち取り二百人の追手の中を切り抜け逃げ去った。明け方になっても発見できず。」とある。事件当日に死んだ新選組隊士は奥沢栄助しかおらず、奥沢はこの神村室十郎に殺された可能性が高い。